# وزارت اقتصاد جمهوری آذربایجان

لوگو وزارت اقتصاد آذربایجان

وزارت اقتصاد جمهوری آذربایجان (ترکی آذربایجانی: Azərbaycan Respublikası İqtisadi İnkişaf Nazirliyi) یکی از وزارتخانه‌های دولت آذربایجان و مسئول تنظیم و اجرای سیاست‌های اقتصادی کشور و همچنین برنامه همکاری‌های اقتصادی و سرمایه‌گذاریهای مشترک با کشورهای دیگر است. هم‌اکنون سمت صدارت این وزارتخانه را میکاییل جبارف بر عهده دارد.

## تاریخچه
«وزارت توسعه اقتصادی جمهوری آذربایجان» بر اساس فرمان شماره ۴۷۵ حیدر علی‌اف، رئیس‌جمهور این کشور در مورخه ۲۰ آوریل سال ۲۰۰۱، در چارچوب اصلاحات ساختاری دولت بنیان‌گذاری گردید. به موجب این فرمان، کمیته دولتی املاک، وزارت اقتصاد، وزارت تجارت، کمیته دولتی سیاست ضد انحصار و حمایت از کارآفرینی، و آژانس سرمایه‌گذاری خارجی همگی لغو و وزارت توسعه اقتصادی بر اساس آن‌ها تشکیل شد.
بر اساس فرمان ۲۲ اکتبر سال ۲۰۱۳ رئیس‌جمهوری آذربایجان، وزارت توسعه اقتصادی منتفی و «وزارت اقتصاد و صنایع» راه‌اندازی گردید. وزارتخانه یادشده نیز به دستور رئیس‌جمهور این کشور مورخ ۱۵ ژانویه سال ۲۰۱۶، لغو و به جای آن وزارت اقتصاد جمهوری آذربایجان دایر گردید.

## وظایف
- تهیه سیاست‌های اقتصادی کشور و ایجاد هماهنگی با نهادهای دولتی ذیربط در اجرای آنها
- بررسی و پیش‌بینی وضعیت اجتماعی- اقتصادی و پویایی رشد کشور، تهیه پیشنهادها در خصوص محورهای عمده رشد اجتماعی- اقتصادی و ارائه آنها به ارگان‌های دولتی
- پیش‌بینی تعادل‌های جمعی مالی و پرداخت به‌همراه نهادهای دولتی ذی‌ربط
- تهیه شاخص‌های پیش‌بینی شده توسعه اجتماعی- اقتصادی برای برنامه‌ریزی بودجه دولت و ارائه آن
- تهیه مولفه‌های سیاست‌های ساختاری در زمینه‌های اقتصاد و صنعت دولت و ایجاد هماهنگی با نهادهای ذی‌ربط در اجرای آنها
- ایجاد هماهنگی با نهادهای ذی‌ربط در جهت سازماندهی سیاست‌های نوآورانه و علمی و فنی در اقتصاد و صنعت کشور
- تهیه و انجام تدابیری با نهادهای ذی‌ربط در راستای امنیت اقتصادی و غذایی کشور
- مشارکت در تشخیص اولویت‌ها در آماده‌سازی و تنظیم سیاست‌های دولت در زمینه‌های مدیریت دولتی، امور مالی، مالیات، سیاست پولی، بانکی، وامی، ارزی، و بیمه‌ای و نیز بازار اوراق بهادار، و تعرفه‌ها
- حضور در تهیه و اجرای سیاست اجتماعی دولت و همچنین سازوکارهای دولت برای حمایت از رشد عرصه‌های اجتماعی
- شرکت مشترک با نهادهای ذی‌ربط در تهیه حداقل استانداردهای اجتماعی
- اتخاذ تدابیری با ارگان‌های ذی‌ربط بابت تشخیص و اجرای محورهای عرصه‌های منابع انسانی و اشتغال